# Озан Акбаба
Озан Акбаба (нар. 9 червня 1982 р.) — турецький актор.
Озан Акбаба народився в 1982 році у місті Карсі на північному сході Туреччини, в сім'ї тюркського походження (карапапак). 
Актор починав свою акторську діяльність ще у середній школі, брав участь у багатьох п’єсах, озвучках, повнометражних, короткометражних і серіалах. Деякі з постановок, в яких він брав участь: Kırık Kanatlar, Kavak Yelleri, Harbi TiVi. Турецький актор закінчив середній навчальний заклад образотворчих мистецтв "Akdeniz Üniversitesi" за спеціальністю: Архітектура інтер’єру та дизайн навколишнього середовища». Окрім акторської кар’єри, він також написав саундтреки для фільмів. У 2014 р. Акбаба з'явився в кліпі SILA пісня: «Vaziyetler ". 
У 2015 році Озан почав зніматися в серіалі ATV Eşkıya Dünyaya Hükümdar Olmaz, зігравши персонажа Ільяса Чакирбейлі. Ця роль принесла йому неабияку славу, адже саме цей персонаж є братом мафіозі. 
1 липня 2017 року Озан одружився з Еліф Букет Арікан (Акбаба). У цей день, більша частина команди серіалу "Eşkıya Dünyaya Hükümdar Olmaz",  прийшли привітати та підтримати так званого "Ільяса Чакирбейлі" та його наречену. Серед популярних турецьких акторів, були присутні на весіллі: Октай Кайнарджа, Деніз Чакир, Юнус Емре та Джан Барту Аслан. 13 липня 2018 року народився син Озана та Еліф, хлопчика назвали Озан Алі (перше ім'я в честь батька).

## Фільмографія

### Фільми
- Anka - 2022
- Kovala - 2021 - Demir
- Aman Reis Duymasın - Ільяс Чакирбейлі
- Abluka - Алі
- Mutlak Adalet - Метин
- Krallar Kulübü
- Kadir ve Kardeşleri - Алі
- Ammar: Cin tarikatı - Кемаль
- Sürgün İnek - Сельчук
- Yarım Kalan Mucize - Рухі Су
- Bir Hikayem Var - Хасан

### Короткометражні фільми
- Bumerang -
- Çatallı Katil
- Heksek
- Karartma
- Kötülük
- Emanet
- Son Sevişme
- Hesaplaşma

### Телебачення
- Далеке місто - Uzak Şehir - 2024 - Джихан Альбора
- Я не можу вписатися в цей світ - Ben Bu Cihana Sığmazam - 2023 - Еміраслан Гардашов
- Міський лікар - Kasaba Doktoru - 2022 - Лікар Хакан Айдінер
- Eşkıya Dünyaya Hükümdar Olmaz - 2015–2021 (Ільяс Чакирбейлі)
- Güldür Güldür (Шенол)
- Poyraz Karayel - 2015 (Танер)
- Небезпечні вулиці - Arka Sokaklar -2014 (Доктор Вейсел)
- Kuzey Güney - 2012–2013 (Шумер Тезкан)
- Cennetin Sırları - 2011 (Зафер)
- Kavak Yelleri - 2007
- Kırık Kanatlar - 2005

## Театр
- Arafta Kalanlar
- Gölgeden Işığa Karagöz
- Topuzlu
- Kadınlar da Savaşı Yitirdi
- Ali Ayşe'yi Seviyo
- The Comedy of Errors
- Othello
- Ramazan Eğlence ve Animasyonları
- Margret Kısa filmi Çöplükteki Ayı
- Diş Çürükleri Kırallığı
- Çocuk Parkı
- Yollu
- İnternetten Tanışan Son Çift

## Детальніша  Інформація
- Озан Акбаба на сайті IMDb (англ.)
- Озан Акбаба  у соцмережі «Instagram»
- Озан Акбаба у соціальній мережі "Facebook"
- Озан Акбаба у соціальній мережі "Twitter"